# Emmanuel González
Emmanuel Franco González Da Luz (Montevideo, 12 de enero de 1996) es un exfutbolista uruguayo que jugaba de defensa central.

## Trayectoria
El 13 de septiembre del 2014 debutó como profesional en el primer equipo de Liverpool, cuando militaban en Segunda División, jugó de titular en la fecha 1 para enfrentar a Torque, el partido lo ganaron 0-3. Anotó su primer gol oficial el 15 de noviembre ante Progreso, en lo que fue el triunfo 6-0.
En su primera temporada como profesional jugó 18 partidos y convirtió 2 goles, su equipo finalizó el torneo en primer lugar, por lo que lograron el ascenso a la máxima categoría del fútbol uruguayo.
Durante 2016, fue parte del plantel que jugó la Copa Libertadores Sub-20, competición en la que llegaron a la final pero fueron derrotados por São Paulo. Emmanuel no tuvo minutos.
Posteriormente pasó por clubes locales como Fénix y Huracán. En 2022 fue fichado por Santaní de Paraguay, para jugar en División Intermedia, tuvo buena participación y lograron salvarse del descenso en las fechas finales.

## Selección nacional
Ha sido internacional con la selección de fútbol de Uruguay en las categorías juveniles sub-17 y sub-20.
En 2012 fue convocado por primera vez a la selección uruguaya por Fabián Coito, en la categoría sub-17. Debutó con Uruguay el 26 de julio, fue titular en un amistoso contra Perú que empataron 1-1. Disputó varios partidos de preparación y finalmente fue incluido en la lista definitiva para jugar el Sudamericano Sub-17 de 2013 en Argentina. En la competición internacional estuvo presente en un partido y Uruguay clasificó al mundial con la última plaza por salir en cuarta posición. Nuevamente fue seleccionado para defender la Celeste, esta vez en la Copa Mundial Sub-17, estuvo en el banco de suplentes los cinco partidos que disputaron, ya que fueron eliminados en cuartos de final por Nigeria, quién posteriormente se coronó como campeón.
En 2014 fue parte del proceso de la sub-20 conducida por Coito. Debutó con la categoría el 11 de noviembre ante la Federación Gaúcha sub-19 en el Domingo Burgueño de Maldonado, jugó como titular y ganaron 2-1.
Tras 3 amistosos jugados, no volvió a ser considerado en las convocatorias de la sub-20.
En su paso en las juveniles, compartió plantel con jugadores como Nicolás de la Cruz, Nahitan Nández, Mauricio Lemos, Rodrigo Amaral y Gastón Pereiro.

#### Participaciones en juveniles
| Competición                            | Sede                   | Resultado        | Partidos | Goles |
| -------------------------------------- | ---------------------- | ---------------- | -------- | ----- |
| Campeonato Sudamericano Sub-17 de 2013 | Argentina              | Cuarto puesto    | 1        | 0     |
| Copa Mundial Sub-17 de 2013            | Emiratos Árabes Unidos | Cuartos de final | 0        | 0     |

| Detalle de partidos con la Sub-20 | Detalle de partidos con la Sub-20 | Detalle de partidos con la Sub-20 | Detalle de partidos con la Sub-20 | Detalle de partidos con la Sub-20 | Detalle de partidos con la Sub-20   | Detalle de partidos con la Sub-20 | Detalle de partidos con la Sub-20 | Detalle de partidos con la Sub-20 | Detalle de partidos con la Sub-20 |
| N°                                | Rival                             | Resultado                         | Fecha                             | Lugar                             | Competencia                         | Goles                             | Asistencias                       | Ref.                              |                                   |
| --------------------------------- | --------------------------------- | --------------------------------- | --------------------------------- | --------------------------------- | ----------------------------------- | --------------------------------- | --------------------------------- | --------------------------------- | --------------------------------- |
| 1                                 | Federación Gaúcha                 | 2:1 (1:0)                         | 11 de noviembre de 2014           | Maldonado · Uruguay               | Amistoso                            | -                                 | -                                 | 1                                 |                                   |
| 2                                 | Perú                              | 1:3 (0:2)                         | 24 de noviembre de 2014           | Asunción Paraguay                 | Amistoso Cuadrangular internacional | -                                 | -                                 | 2                                 |                                   |
| 3                                 | Panamá                            | 3:3 (0:2) (5:3 pen.)              | 30 de noviembre de 2014           | Asunción Paraguay                 | Amistoso Cuadrangular internacional | -                                 | -                                 | 3                                 |                                   |

## Estadísticas

### Clubes
| Club                      | Div.          | Temporada     | Liga  | Liga  | Liga   | Copas nacionales | Copas nacionales | Copas nacionales | Copas internacionales | Copas internacionales | Copas internacionales | Total | Total | Total  |
| Club                      | Div.          | Temporada     | Part. | Goles | Asist. | Part.            | Goles            | Asist.           | Part.                 | Goles                 | Asist.                | Part. | Goles | Asist. |
| ------------------------- | ------------- | ------------- | ----- | ----- | ------ | ---------------- | ---------------- | ---------------- | --------------------- | --------------------- | --------------------- | ----- | ----- | ------ |
| Liverpool F. C. · Uruguay | 2.ª           | 2014-15       | 18    | 2     | 0      | —                | —                | —                | —                     | —                     | —                     | 18    | 2     | 0      |
| Liverpool F. C. · Uruguay | Total club    | Total club    | 18    | 2     | 0      | 0                | 0                | 0                | 0                     | 0                     | 0                     | 18    | 2     | 0      |
| Huracán F. C. · Uruguay   | 3.ª           | 2019          | 20    | 2     | 0      | —                | —                | —                | —                     | —                     | —                     | 20    | 2     | 0      |
| Huracán F. C. · Uruguay   | 3.ª           | 2020          | 12    | 1     | 0      | —                | —                | —                | —                     | —                     | —                     | 12    | 1     | 0      |
| Huracán F. C. · Uruguay   | 3.ª           | 2021          | 7     | 1     | 0      | —                | —                | —                | —                     | —                     | —                     | 7     | 1     | 0      |
| Huracán F. C. · Uruguay   | Total club    | Total club    | 39    | 4     | 0      | 0                | 0                | 0                | 0                     | 0                     | 0                     | 39    | 4     | 0      |
| C. D. Santaní Paraguay    | 2.ª           | 2022          | ?     | ?     | ?      | —                | —                | —                | —                     | —                     | —                     | ?     | ?     | ?      |
| C. D. Santaní Paraguay    | 2.ª           | 2023          | ?     | ?     | ?      | —                | —                | —                | —                     | —                     | —                     | ?     | ?     | ?      |
| C. D. Santaní Paraguay    | Total club    | Total club    | 0     | 0     | 0      | 0                | 0                | 0                | 0                     | 0                     | 0                     | 0     | 0     | 0      |
| Total carrera             | Total carrera | Total carrera | 57    | 6     | 0      | 0                | 0                | 0                | 0                     | 0                     | 0                     | 57    | 6     | 0      |

### Selección
| Selección         | Temporada         | Continental | Continental | Continental | Mundial | Mundial | Mundial | Amistosos | Amistosos | Amistosos | Total | Total | Total  |
| Selección         | Temporada         | Part.       | Goles       | Asist.      | Part.   | Goles   | Asist.  | Part.     | Goles     | Asist.    | Part. | Goles | Asist. |
| ----------------- | ----------------- | ----------- | ----------- | ----------- | ------- | ------- | ------- | --------- | --------- | --------- | ----- | ----- | ------ |
| Sub-17 · Uruguay  | 2012              | —           | —           | —           | —       | —       | —       | ?         | ?         | ?         | 0     | 0     | 0      |
| Sub-17 · Uruguay  | 2013              | 1           | 0           | 0           | 0       | 0       | 0       | ?         | ?         | ?         | 1     | 0     | 0      |
| Sub-17 · Uruguay  | Total sel.        | 1           | 0           | 0           | 0       | 0       | 0       | 20        | 1         | 0         | 21    | 1     | 0      |
| Sub-20 · Uruguay  | 2014              | —           | —           | —           | —       | —       | —       | 3         | 0         | 0         | 3     | 0     | 0      |
| Sub-20 · Uruguay  | Total sel.        | 0           | 0           | 0           | 0       | 0       | 0       | 3         | 0         | 0         | 3     | 0     | 0      |
| Total selecciones | Total selecciones | 1           | 0           | 0           | 0       | 0       | 0       | 23        | 1         | 0         | 24    | 1     | 0      |
| 1. 2.             |                   |             |             |             |         |         |         |           |           |           |       |       |        |

## Palmarés

### Títulos nacionales
| Título                   | Club            | País    | Año  |
| ------------------------ | --------------- | ------- | ---- |
| Segunda División Uruguay | Liverpool F. C. | Uruguay | 2015 |